# Артур Леклер
Артур Леклер (фр. Arthur Leclerc; нар. 14 жовтня 2000) — монегаскський автогонщик, пілот Формули-2, член перегонової академії Феррарі. Молодший брат Шарля Леклера, пілота Феррарі (команди Формули-1).

## Кар'єра

### Формула-3

#### 2022
У сезоні 2022 року Леклер виступав за команду Prema Racing. Його партнерами по команді були Олівер Берман (член перегонової академії Феррарі) та Джек Кроуфорд (член молодіжної команди Ред Булл). Артур досить впевнено розпочав сезон, посівши 2-ге місце у спринті під час Гран-прі Бахрейну. Після того, як монегаск заробив очки під час Гран-прі Емілії-Романьї та Іспанії, він здобув перемогу у Гран-прі Великої Британії. Далі, Артур Леклер включився у чемпіонську гонку, заробивши очки під час Гран-прі Австрії, але у спринті Гран-прі Угорщини він зіштовхнувся з Джеком Кроуфордом, тим самим дозволивши конкурентам відірватись у чемпіонаті пілотів. Наступна гонка стала для монегаска третьою поспіль без зароблених очок. Незважаючи на те, що під час Гран-прі Італії він посів 5-те місце, відрив між ним та іншими суперниками в чемпіонаті пілотів був занадто великим, щоб боротися за вищі позиції.

### Формула-2
Після Гран-прі Абу-Дабі 2022, Артур Леклер підписав контракт із DAMS, командою Формули-2.

### Формула-1
У 2019 році Артур підписав контракт з молодіжною командою Заубер, а через рік він став членом перегонової академії Феррарі.

## Статистика
| Сезон   | Гоночна серія                   | Команда                     | Гонки           | Перемоги        | Подіуми         | Ш/кола          | Подіуми         | Очки            | Місце           |
| ------- | ------------------------------- | --------------------------- | --------------- | --------------- | --------------- | --------------- | --------------- | --------------- | --------------- |
| 2017-18 | Формула E                       | Venturi Formula E Team      | Пілот розвитку  | Пілот розвитку  | Пілот розвитку  | Пілот розвитку  | Пілот розвитку  | Пілот розвитку  | Пілот розвитку  |
| 2018    | Французька Формула-4            | FFSA Academy                | 20              | 2               | 1               | 1               | 8               | 199             | 5-те            |
| 2018-19 | Формула E                       | Venturi Formula E Team      | Пілот розвитку  | Пілот розвитку  | Пілот розвитку  | Пілот розвитку  | Пілот розвитку  | Пілот розвитку  | Пілот розвитку  |
| 2019    | ADAC Формула-4                  | US Racing-CHRS              | 20              | 1               | 1               | 2               | 8               | 202             | 3-тє            |
| 2019-20 | Формула E                       | ROKiT Venturi Racing        | Резервний пілот | Резервний пілот | Резервний пілот | Резервний пілот | Резервний пілот | Резервний пілот | Резервний пілот |
| 2020    | Регіональна Європейська Формула | Prema Powerteam             | 23              | 6               | 7               | 2               | 15              | 343             | 2-ге            |
| 2020    | Кубок Європи Альпін Ельф        | Racing Technology           | 1               | 0               | 0               | 0               | 0               | 0               | —†              |
| 2021    | Формула-3                       | Prema Racing                | 20              | 2               | 1               | 2               | 3               | 79              | 10-те           |
| 2022    | Регіональна Азійська Формула    | Mumbai Falcons India Racing | 15              | 4               | 1               | 1               | 9               | 218             | 1-ше            |
| 2022    | Формула-3                       | Prema Racing                | 18              | 1               | 0               | 1               | 2               | 114             | 6-те            |
| 2023    | Формула-2                       | DAMS                        |                 |                 |                 |                 |                 |                 |                 |

### Статистика у Формулі-3
| Приклад                  | Опис                                                              |
| ------------------------ | ----------------------------------------------------------------- |
| 1                        | Переможець                                                        |
| 2                        | Друге місце                                                       |
| 3                        | Третє місце                                                       |
| 5                        | Фінішував у очковій зоні                                          |
| 12                       | Фінішував поза очковою зоною                                      |
| НКЛ                      | Фінішував, але не класифікований                                  |
| Схід                     | Не фінішував і не класифікований                                  |
| НКВ                      | Не кваліфікований                                                 |
| НПКВ                     | Не передкваліфікований                                            |
| ДСК                      | Дискваліфікований                                                 |
| тест                     | Тестер по п'ятницях                                               |
| НС                       | Брав участь у Гран-прі як бойовий пілот, але не стартував у гонці |
| Т                        | Травмований чи хворий                                             |
| Викл                     | Виключений із протоколу                                           |
| Від                      | Відмова від участі                                                |
| НТР                      | Не брав участі в тренуваннях                                      |
| НПР                      | Не прибув на Гран-прі                                             |
| С                        | Гонка скасована                                                   |
|                          | Не брав участі                                                    |
| Жирний шрифт             | Поул-позиція                                                      |
| Курсив                   | Найшвидше коло                                                    |
| Числоу верхньому індексі | Позиція в спринті, що передбачає нарахування очок                 |

| Сезон | Команда      | 1         | 2         | 3          | 4         | 5         | 6          | 7          | 8         | 9          | 10        | 11         | 12        | 13        | 14         | 15         | 16         | 17        | 18        | 19      | 20      | 21      | Місце | Очки |
| ----- | ------------ | --------- | --------- | ---------- | --------- | --------- | ---------- | ---------- | --------- | ---------- | --------- | ---------- | --------- | --------- | ---------- | ---------- | ---------- | --------- | --------- | ------- | ------- | ------- | ----- | ---- |
| 2021  | Prema Racing | ІСП 1 28  | ІСП 2 24  | ІСП 3 13   | ФРА 1 12  | ФРА 2 1   | ФРА 3 13   | АВТ 1 Схід | АВТ 2 6   | АВТ 3 Схід | УГО 1 13  | УГО 2 11   | УГО 3 2   | ІСП 1 13  | ІСП 2 10   | ІСП 3 10   | НІД 1      | НІД 2 7   | НІД 3 9   | РОС 1 7 | РОС 2 C | РОС 3 7 | 10-те | 79   |
| 2022  | Prema Racing | БАХ СПР 5 | БАХ ГОН 2 | ЕМІ СПР 13 | ЕМІ ГОН 4 | ІСП СПР 4 | ІСП ГОН 16 | ВЕЛ СПР 8  | ВЕЛ ГОН 1 | АВТ СПР 4  | АВТ ГОН 4 | УГО СПР 27 | УГО ГОН 8 | БЕЛ СПР 5 | БЕЛ ГОН 11 | НІД СПР 12 | НІД ГОН 12 | ІТА СПР 8 | ІТА ГОН 5 |         |         |         | 6-те  | 114  |